# Termonadruk
Termonadruk (zwany też termotransferem) – technika nadruku polegająca na termicznym wgrzaniu w materiał wcześniej przygotowanego rysunku, naniesionego przy pomocy urządzeń służących do masowego powielania typu 'ksero', bądź drukarki podłączonej do komputera, ewentualnie wycięty w formie szablonu. Jest to dość prosty w przygotowaniu sposób nadruku, który – przy małym wysiłku i niewielkich kosztach – każdy jest w stanie wykonać samodzielnie, nawet w domowych warunkach. Takiego typu pełnokolorowe nadruki można stosować na różnych podłożach.
Obraz, który chcemy przenieść kopiujemy lub drukujemy na specjalnym papierze transferowym i następnie przy użyciu urządzenia wytwarzającego temperaturę 150 °C np. żelazka czy prasy termicznej, przenosimy na żądaną powierzchnię – tkaniny, metal, szkło, porcelana.
Termonadruk pozwala na wykonanie niewielkiej ilości kopii, dlatego stał się obecnie dość popularną techniką wykorzystywaną do różnych zastosowań – idealny w przemyśle reklamowym, gdy nie jest konieczna wysoka jakość.
Prócz tradycyjnych nadruków koszulkach, czapeczkach można przenosić obrazy na podkładki pod myszy, puzzle, tworzywa sztuczne, drewno, skórę, ceramikę i szkło.
Pomimo wielu zalet nadruk ten jest dość nietrwały i łatwo ulega zniszczeniu, np. podczas prania, bądź na skutek działania czynników atmosferycznych – nie jest odporny na światło słoneczne. Dlatego nie jest polecany, jeżeli chcemy uzyskać trwały, odporny na zniszczenia efekt.
Papier do nadruku termotransferowego może być zadrukowywany technikami druku takimi jak rotograwiura, offset, sitodruk, fleksografia. farby do termotransferu są zdolne do sublimacji, dzięki temu możliwy jest termiczny transfer farby drukowej papieru do np. opakowań etykietowych.